# Prokurator Międzynarodowego Trybunału Karnego
Prokurator Międzynarodowego Trybunału Karnego, właśc. Biuro Prokuratora (ang. Office of the Prosecutor) – jeden z czterech organów Międzynarodowego Trybunału Karnego, pełniący funkcje śledcze i oskarżycielskie. Obecnym głównym prokuratorem MTK jest Karim A. Khan. Siedzibą Biura Prokuratora jest siedziba Trybunału w Hadze (Holandia).
Na czele Biura Prokuratora stoi główny prokurator (ang. Chief Prosecutor) wybierany przez Zgromadzenie Państw-Stron (ang. Assembly of States Parties). Zgromadzenie Państw-Stron powołuje także dwóch wiceprokuratorów (ang. Deputy Prosecutors) spośród potrójnej liczby kandydatów przedstawianych przez głównego prokuratora. Kadencja głównego prokuratora i jego zastępców trwa dziewięć lat bez możliwości ponownego wyboru.
Biuro Prokuratora jest podzielone na trzy wydziały. Wydział Śledztw (ang. Investigation Division) jest odpowiedzialny za postępowanie przygotowawcze. Wydział Oskarżeń (ang. Prosecution Division) również bierze udział w postępowaniu przygotowawczym, ale jego głównym zadaniem jest wnoszenie i popieranie przed izbami Trybunału oskarżenia. Wydział Orzecznictwa, Wspomagania i Współpracy (ang. Jurisdiction, Complementarity and Cooperation Division, JCCD) analizuje orzecznictwo oraz zapewnia prawidłowe funkcjonowanie całego Biura Prokuratora.
Pierwszym głównym prokuratorem MTK został Argentyńczyk Luis Moreno-Ocampo, zaprzysiężony 16 czerwca 2003, natomiast wiceprokuratorami zostali wybrani Belg Serge Brammertz (Wydział Śledztw) i Gambijka Fatou Bensouda (Wydział Oskarżeń). Wydziałowi Orzecznictwa, Wspomagania i Współpracy przewodniczyła Argentynka Silvia Fernández de Gurmendi. W latach 2012–2021 głównym prokuratorem była Fatou Bensouda. W 2021 roku głównym prokuratorem MTK został Brytyjczyk, Karim A. A. Khan.
W okresie od lipca 2002 do października 2003 do Biura Prokuratora wpłynęło 499 doniesień z 66 państw o popełnieniu zbrodni podlegających, zdaniem zawiadamiających, pod jurysdykcję Trybunału.